# Pavlos Karakostas
Pavlos Karakostas (Παύλος Καρακώστας, * 1937 in Perdikaki, Ätolien-Akarnanien; † 2002) war ein griechischer Schriftsteller und Sachbuchautor mit den Schwerpunkten Bildung, Geschichte und Heimatforschung.

## Leben
Der in dem akarnanischen Bergdorf Peridikaki geborene Karakostas absolvierte eine Lehrerausbildung und war Schulleiter. Nach einem Studium an der sozial- und politikwissenschaftlichen Pantion-Universität Athen war er im griechischen Ministerium für Bildung tätig (zuständig für Auslandsschulen). Dazu bemühte er sich als Generalsekretär eines panhellenischen Erzieherbundes um Reformen im Bildungswesen und war hierfür publizistisch tätig.
Sein 1999 erschienenes Hauptwerk To Sakaretsi behandelt erstmals wissenschaftlich ausführlicher die Geschichte von Perdikaki und die Herkunft und Geschichte der Sakaretsi oder auch Sakaratsani, eines altgriechischen Stammes, von dem angenommen wird, dass er öfter im Altertum auf Seiten Athens stand und sich gegen den Aitolischen Bund wehren musste.

## Werke
- 1995 Peninta chronia meta (Πενήντα χρόνια μετά) Athen 1995 (Übersetzung des Titels: Fünfzig Jahre später).
- 1998 Triplevros (Ο Τρίπλευρος) Athen 1998 (Übersetzung des Titels: Der Dreiseitige, Kurzerzählung).
- 1999 To Sakaretsi (Το Σακαρέτσι) Athen 1999 (Übersetzung des Titels: Die Sakaretsi), 344 S.

Bisher sind keine Werke von ihm ins Deutsche übersetzt.